# Ayrancı, Doğubayazıt
Ayrancı là một xã thuộc huyện Doğubayazıt, tỉnh Ağrı, Thổ Nhĩ Kỳ. Dân số thời điểm năm 2011 là 590 người.